# Музей Родена
Музей Родена (фр. Musée Rodin) — музей мистецтв у Франції, в якому зібрана велика колекція робіт французького скульптора Огюста Родена. Відкритий у 1919 році.
Музей розташований на вулиці рю де Варенн в VII окрузі Парижа, в палаці Бірона, побудованому в 1727–1732 роках архітектором Анж Жаком Габріелем для фінансиста Абрагама Пейрен де Мора. З 1904 року в будівлі проживали різні художники, у тому числі О. Роден (у 1908–1917 роках). Завдяки його впливу палац було збережено від знесення, і в 1916 році було прийнято рішення збирати тут роботи Родена, а також документи, пов'язані з його життям і творчістю. У музеї зібрано більше 6600 скульптур, 8000 фотографій і 7000 інших творів мистецтва.
Окрім численних робіт самого Родена (у тому числі його «Мислителя»), в музеї також зберігаються скульптурні твори коханої Родена — Камілли Клодель, а також його особиста колекція живопису — у тому числі роботи пензля Вінсента ван Гога.

## Галерея

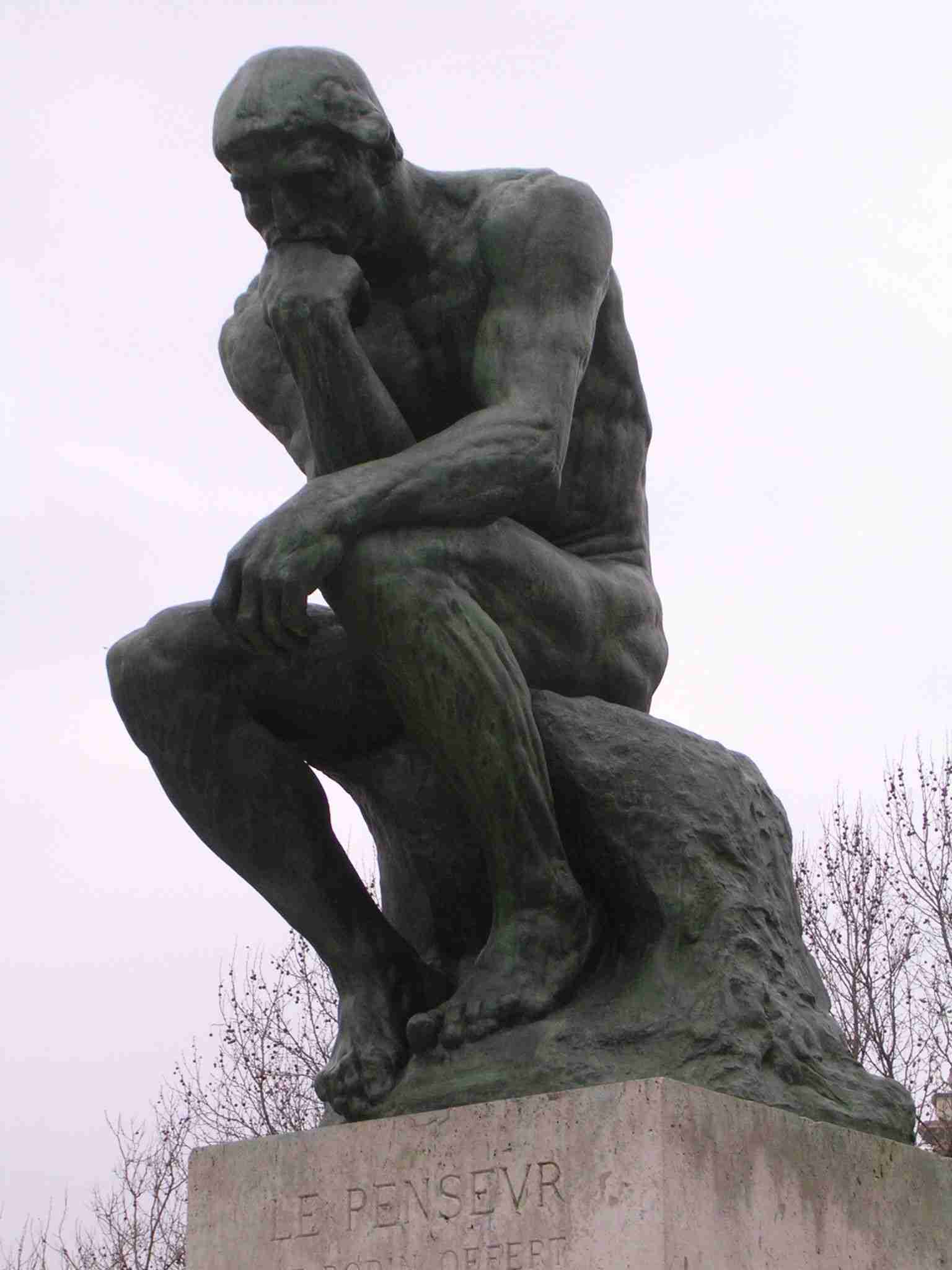
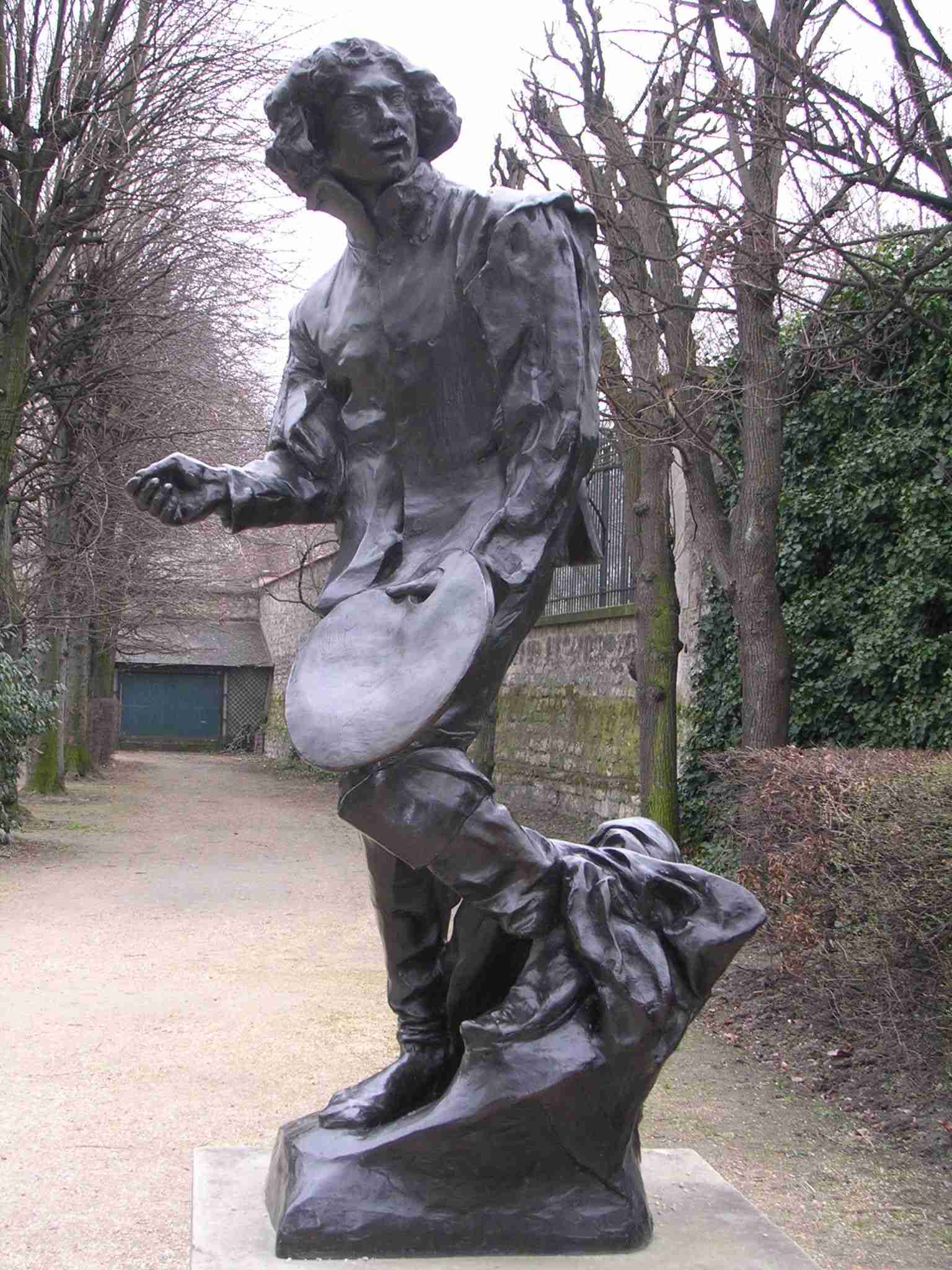
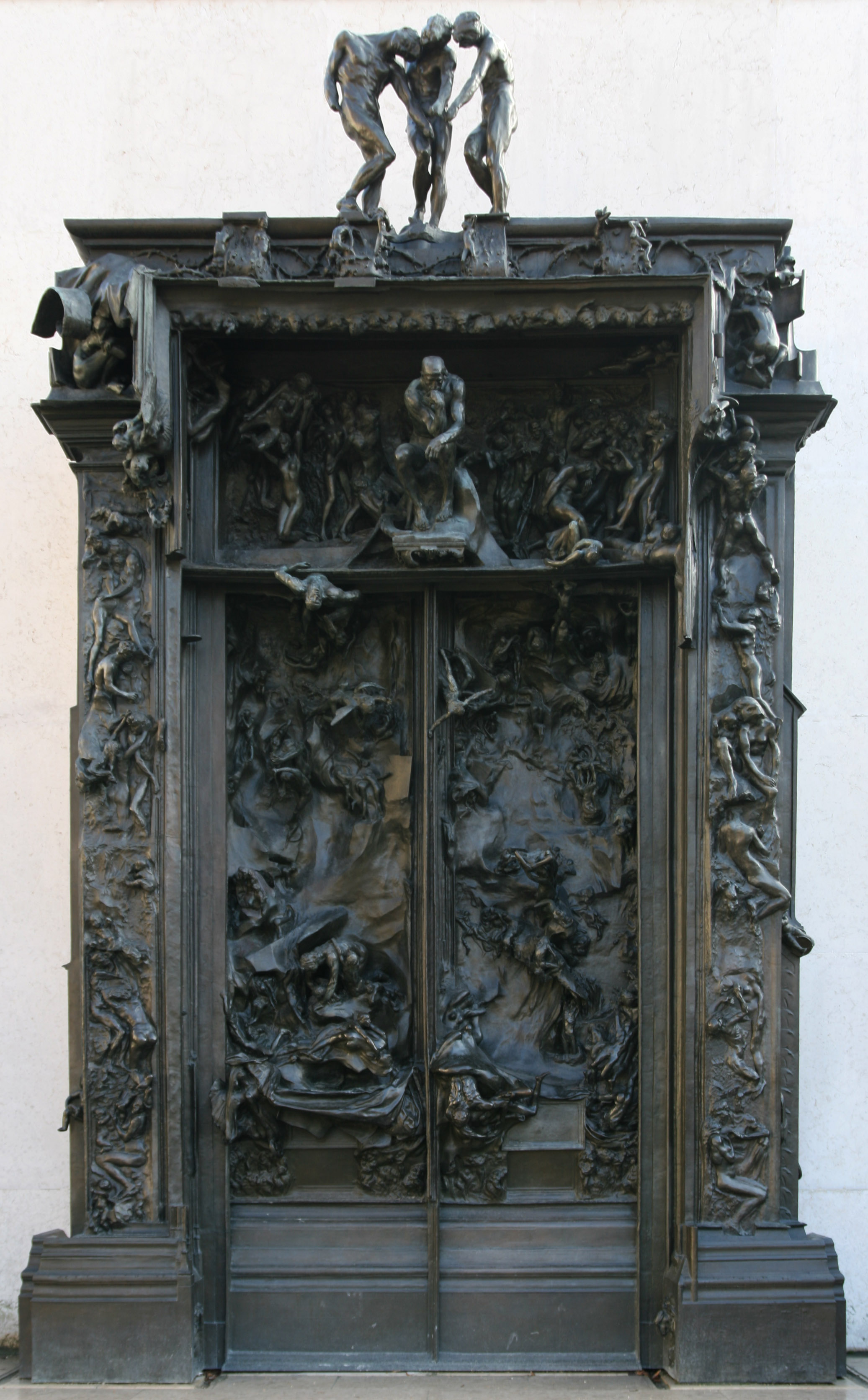